# Modulo di rientro

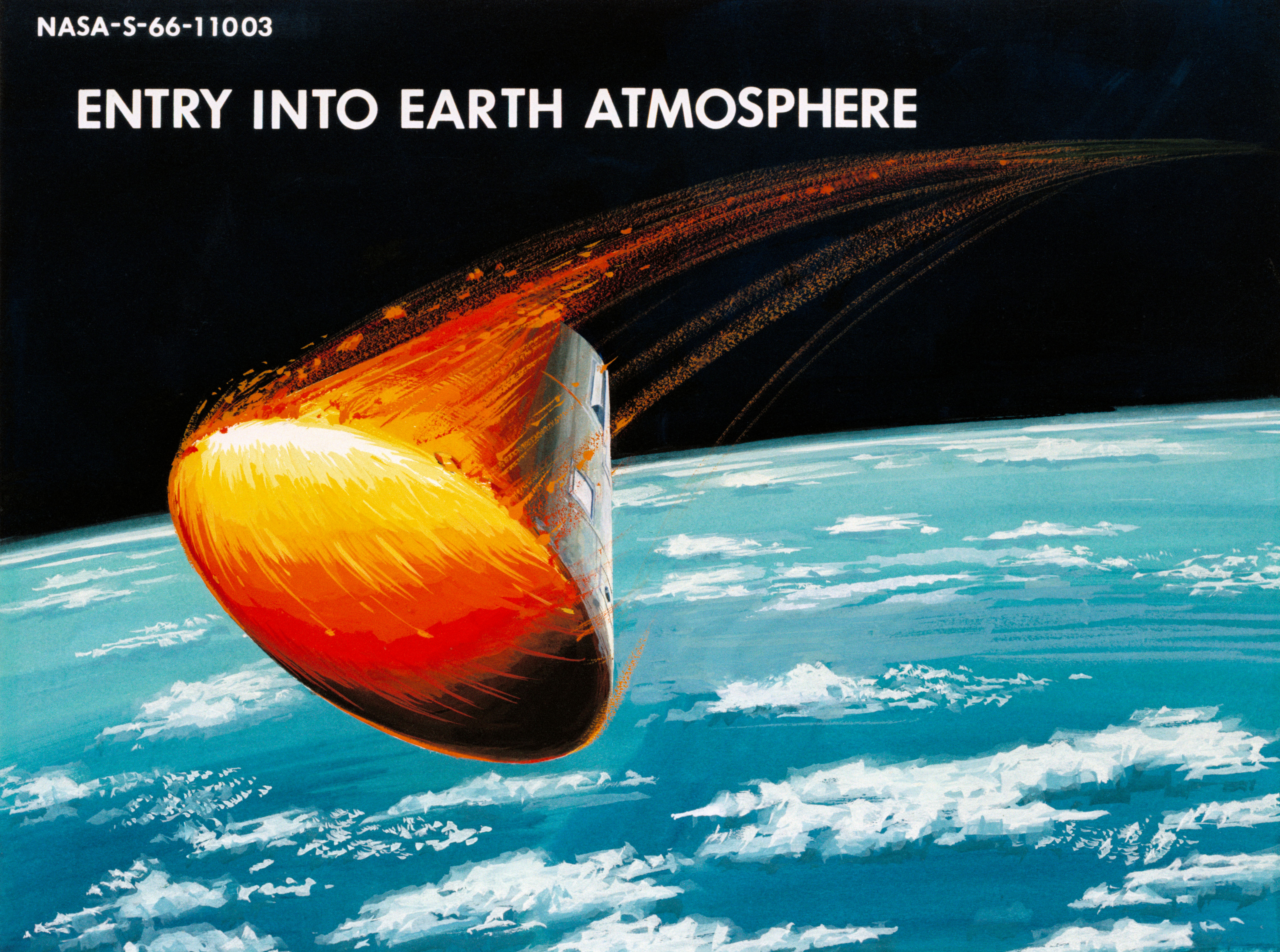
Immagine artistica di un modulo di rientro della navicella spaziale Apollo.

Il modulo di rientro è la parte di una navicella spaziale che rientra sulla Terra dopo un volo nello spazio.
La sua forma è parzialmente determinata dall'aerodinamica: per essere aerodinamicamente stabile, una capsula che deve rientrare sulla Terra deve avere la parte finale smussata, che permette di montarvi uno scudo termico per il rientro nell'atmosfera; per tale motivo, la forma sferica  non è indicata per un modulo di rientro, mentre va bene la forma conica. Per effettuare la parte finale della discesa, il modulo di rientro è dotato di paracadute. Una capsula per il rientro di un equipaggio umano contiene anche i sedili per gli astronauti, il pannello per la strumentazione di bordo ed uno spazio non molto grande per il trasporto di materiali e attrezzature. Il modulo di rientro ospita l'equipaggio anche durante la fase di lancio.

Per quanto riguarda la fase di permanenza nello spazio, vi sono invece delle differenze a seconda del tipo di capsula spaziale. Nelle navicelle americane Apollo il modulo di rientro era chiamato modulo di comando ed ospitava l'equipaggio anche durante la permanenza nello spazio. Nelle navicelle russe Sojuz esiste anche un terzo modulo, chiamato modulo orbitale, dove l'equipaggio passa parte del proprio tempo durante la permanenza in orbita. Il modulo orbitale è presente anche nelle navicelle spaziali cinesi Shenzhou.

## Shenzhou

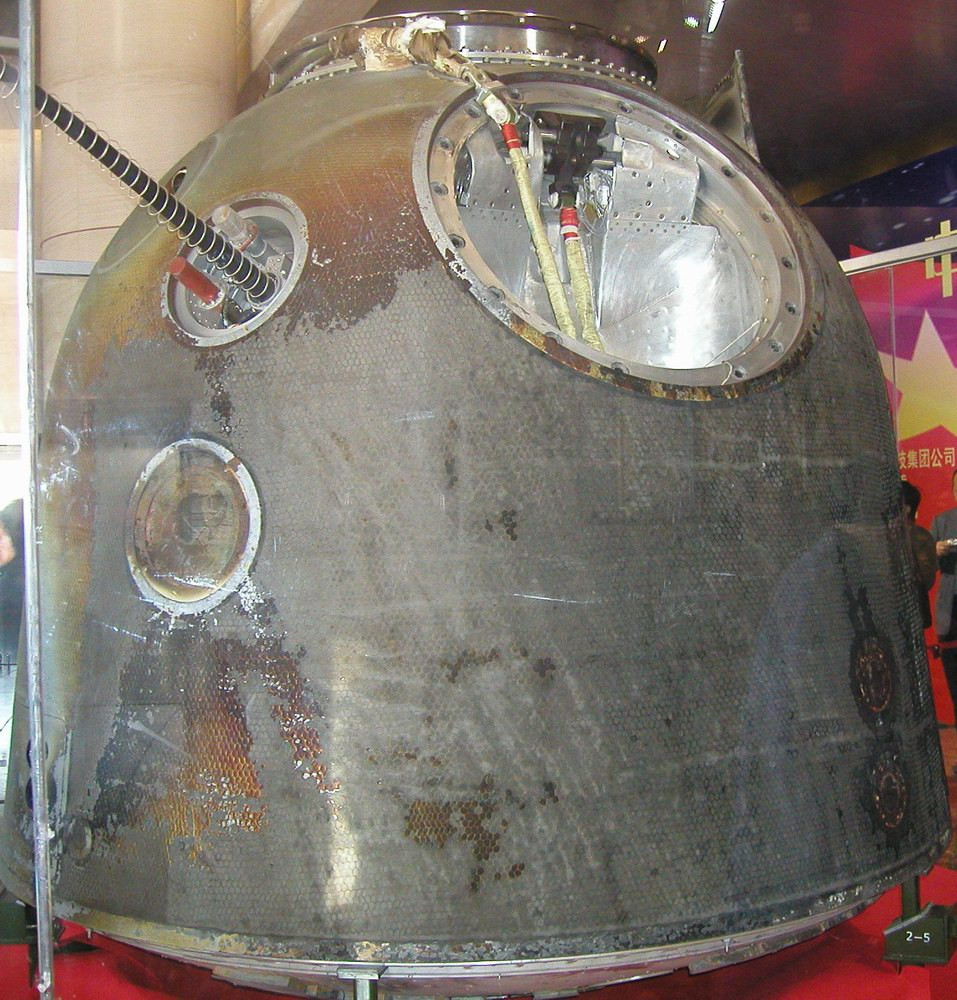
Modulo di rientro della Shenzhou 5.

Il modulo di rientro è la sezione centrale in una navicella spaziale Soyuz o Shenzou, mentre il modulo orbitale è localizzato frontalmente e il modulo di servizio è in coda. Il sistema di atterraggio è costruito in modo da utilizzare un solo paracadute oltre a retrorazzi.
Analogamente ai moduli comando delle navicelle spaziali del programma Apollo americano, il modulo Shenzou non è riutilizzabile e ogni navicella può volare un'unica volta, dopo la quale viene messa fuori servizio, normalmente alloggiandola in qualche museo.
Non sono molti i dettagli conosciuti del modulo Shenzou, tranne che utilizza in parte la tecnologia delle Soyuz TM.